# Ratpenat de ferradura de Geoffroy
El ratpenat de ferradura de Geoffroy (Rhinolophus clivosus) és una espècie de ratpenat de la família dels rinolòfids. Viu a Algèria, Burundi, el Camerun, el Txad, República del Congo, República Democràtica del Congo, Djibouti, Egipte, Eritrea, Etiòpia, Israel, Jordània, Kenya, Lesotho, Líbia, Malawi, Moçambic, Namíbia, Oman, Ruanda, Aràbia Saudita, Somàlia, Sud-àfrica, el Sudan, Eswatini, Tanzània, Uganda, Iemen, Zàmbia i Zimbàbue. El seu hàbitat natural són gran varietat d'hàbitats, des de boscos de sabana, de matolls de tipus mediterrani, sabana seca (i possiblement humida), les pastures obertes i ambients gairebé desèrtics. No hi ha cap amenaça significativa per a la supervivència d'aquesta espècie, tot i que està afectada per la pertorbació de les seves zones de descans.